# Xu Hun
Pour les articles homonymes, voir Xu Hun.
Xu Hun (788-858 ?) (chinois : 许浑 ; chinois traditionnel : 許渾 ; pinyin : Xǔ Hún ; Wade : Hsü Hun), avec le nom de courtoisie Yonghui (用晦) est un poète de la dynastie Tang originaire du district de Danyang dans la préfecture de Run (润州) (aujourd’hui Zhenjiang, province du Jiangsu). Il s’inscrit dans la tradition poétique de la dynastie Tang. Après avoir satisfait aux exigences rigoureuses du système des examens impériaux, il obtient le diplôme de jinshi en 832. Puis il occupe différents postes de fonctionnaire et poursuit une carrière de lettré « modérément distinguée ». C’est un fervent adepte du bouddhisme chan (zen). 

## Biographie
Xu Hun naît en 788 dans le district de Danyang. Il porte le nom de courtoisie Yonghui (用晦). C’est un descendant de Xu Yushi (en), chancelier sous le règne de l’empereur Gaozong des Tang (r. 649-683). 
En 806, à l’âge de dix-huit ans, il épouse Madame Liang (梁氏) de Daliang. Dans sa jeunesse, Xu Hun échoue à plusieurs reprises aux examens impériaux et voyage dans le Nord et le Sud. Ce n’est qu’en 832 alors qu’il a 42 ans, qu’il obtient le titre de jinshi (doctorat). Quatre ans plus tard, à l’hiver de 836, il se rend au Nanhai et rejoint le secrétariat de Lu Jun. Au printemps 838, il est nommé officier du district de Dangtu. Puis, en 841, il devient magistrat du district de Taiping. L’hiver de cette même année, il est nommé censeur impérial et en 844, il devient commandant militaire de Runzhou. En 847, au moment de l’accession au pouvoir de l’empereur Xuanzong (r. 847-860), Xu Hun retourne à la capitale, et en 849, il est nommé censeur impérial, mais il demande à retourner à l'Est parce que, comme il l'écrit dans la préface de son recueil Poèmes sur papier à lignes noires : « En la troisième année de Dazhong, alors que j’occupais la charge de censeur impérial, malade, je n’étais pas en mesure d’assister aux audiences à la cour. J’ai donc insisté pour demander à rentrer à l’Est ».
Il occupe aussi quelques autres postes de fonctionnaire, comme commandant militaire de Runzhou, gouverneur régional de Yingzhou (ce qui lui vaut le surnom de « Xu de Yingzhou »). 
Puis, dans ses dernières années, il s’installe au village de Dingmao Qiao dans le district de Danyang, où il compile ses propres poèmes dans une œuvre intitulée « Recueil de Dingmao » (voir plus bas). 
L’année de sa mort est inconnue, mais 858 est donnée comme année de décès dans Anthologie de la poésie chinoise de la collection La Pléiade p.1317.

## Oeuvres

### Poésie
Les poèmes de Xu Hun, en particulier ceux qui expriment la nostalgie du passé à travers la contemplation des vestiges, sont les plus souvent récités et constituent le sommet de son œuvre. Xu Hun écrit principalement des poèmes réguliers. Comme il utilise très souvent le mot « eau » dans ses poèmes, on le surnomme « Xu Hun aux mille poèmes humides » (許渾千首). Il a exercé une certaine influence sur l’école poétique des lacs et rivières de la dynastie Song du Sud.
Dans Poésie complète des Tang (Quan Tang Shi) (全唐詩), plus de cinq cents poèmes de Xu Hun sont regroupés en 11 volumes, de 528 à 538. 

### Recueil de Dingmao(Dingmao Ji) (丁卯集)
Xu Hun, une fois retiré à Dingmao Qiao, compile ses propres poèmes en deux volumes. Ce recueil rassemble plus de cinq cents de ses œuvres, surtout des poèmes de forme régulière, avec une prédilection particulière pour les poèmes réglementés à cinq et sept caractères. Les thèmes du recueil couvrent la nostalgie du passé, la vie rurale, les adieux, etc., avec de nombreuses descriptions de paysages aquatiques.

### Poème

#### Tour Est de la ville de Xianyang(咸陽城東樓)[a 3]
| Chinois 一上高城万里愁， 蒹葭杨柳似汀洲。 溪云初起日沉阁， 山雨欲来风满楼。 | Traduction libre Sur la haute tour, dix mille lieues de tristesse, Roseaux et saules comme des îlots du fleuve. Du ruisseau monte un nuage, le soleil se couche derrière le pavillon; La pluie sur la montagne s’annonce, le vent remplit la demeure.       |
| 鸟下绿芜秦苑夕， 蝉鸣黄叶汉宫秋。 行人莫问当年事， 故国东来渭水流.          | Les oiseaux du soir descendent dans les herbes vertes du jardin des Qin. Les cigales chantent parmi les feuilles jaunes du palais des Han en automne. Voyageur, n'interroge pas les affaires d’antan, Mon pays natal s'étend à l'est, la rivière Wei coule. |